# رامان، راولپندی
رامان (به انگلیسی: Raman) یک منطقهٔ مسکونی در پاکستان است که در ناحیه راولپندی واقع شده‌است. رامان ۲٬۵۰۰ نفر جمعیت دارد.